# Erythrina fusca
Эритрина бурая (лат. Erythrina fusca) — листопадное тропическое дерево; вид рода Эритрина (Erythrina), семейства Бобовые (Fabáceae). Растение известно под многими другими названиями, например,  «пурпурное коралловое дерево», «галлито», «бессмертное дерево», «букайо», «букаре» и «коралловая фасоль». Имеет самое широкое распространение среди всех видов рода; является единственным видом рода, обнаруженным в Новом и Старом Свете. Произрастает на побережьях океанов и вдоль рек в тропической Азии и Океании, Неотропике и Африке, на Мадагаскаре и Маскаренских островах.
Легкое в выращивании и привлекательное цветущее дерево разводят как декоративное растение для создания тени и живой изгороди. Это обычное тенистое дерево на плантациях какао. Оно привлекает колибри, которые опыляют его цветы. Эритрина бурая — официальный цветок штата Трухильо в Венесуэле.

## Описание
Медленно растущее листопадное дерево с широкой кроной; некоторые экземпляры живут более шестидесяти лет. Вырастает до десяти — пятнадцати, в редких случаях двадцати, метров. Серо-коричневая или оливково-зелёная кора ствола и ветвей покрыта шипами.
Листья кожистые, широкие эллиптические, тройчатые, сверху тёмно-зелёные, снизу серо-зелёные. Цветки собраны в кисть, плотные, светло-оранжевые. Плод представляет собой тёмно-коричневый стручок длиной до тридцати сантиметров, содержащий от трёх до двадцати семян. Семена обладают плавучестью, что позволяет им распространяться по океанам. Размножается семенами и черенками; плодоносит круглый год, с большей урожайностью в период с апреля по июнь, а также с августа по октябрь.
Дерево хорошо приспособлено к прибрежным условиям, устойчиво к наводнениям и засолению почвы. Растение-пионер; способно фиксировать азот благодаря симбиозу с бактериями в корневых клубеньках.
Как и многие другие виды рода, растение содержит токсичные алкалоиды, которые используются в медицинских целях. Однако в больших количествах они ядовиты. Наиболее распространенным алкалоидом является эритралин, названный в честь рода.

## Распространение
Растение родом из Центральной и Южной Америки. Произрастает во влажном тропическом климате, преимущественно в тёплых, низменных и заболоченных местностях. Встречается на высоте до 2000 м над уровнем моря при температуре от 16 до 24 °C, с годовым количеством осадков от 1200 до 3000 мм и на почвах с высоким уровнем грунтовых вод.

## Съедобность
Молодые почки и листья употребляют в пищу как овощи. В Таиланде свежие листья растения используют при приготовлении закуски мианг-кхам.